# Bolków (gemeente)
De gemeente Bolków is een stad- en landgemeente in de Poolse woiwodschap Neder-Silezië, in powiat Jaworski.
De zetel van de gemeente is in Bolków.
Op 30 juni 2004 telde de gemeente 11 088 inwoners.

## Oppervlakte gegevens
- agrarisch: 62%
- bossen: 29%

De gemeente beslaat 26,3% van powiat Jaworski.

## Demografie
Stand op 30 juni 2004 r. :
| Omschrijving                   | Totaal | Totaal | Vrouwen | Vrouwen | Mannen | Mannen |
| ------------------------------ | ------ | ------ | ------- | ------- | ------ | ------ |
| eenheid                        | aantal | %      | aantal  | %       | aantal | %      |
| inwoners                       | 11 088 | 100    | 5644    | 50,9    | 5444   | 49,1   |
| bevolkingsdichtheid (inw./km²) | 72,5   | 72,5   | 36,9    | 36,9    | 35,6   | 35,6   |

## Plaatsen in gemeente Bolkow
Bolków, Kaczorów, Gorzanowice, Grudno, Jastrowiec, Lipa, Mysłów, Nowe Rochowice, Półwsie, Płonina, Radzimowice, Sady Dolne, Sady Górne, Stare Rochowice, Świny, Wierzchosławice, Wierzchosławiczki, Wolbromek.

## Aangrenzende gemeenten
Dobromierz, Janowice Wielkie, Marciszów, Męcinka, Paszowice, Stare Bogaczowice, Świerzawa, Wojcieszów